# Given
Given (ギヴン?, Givun, reso graficamente tutto in minuscolo) è un manga shōnen'ai scritto e disegnato da Natsuki Kizu. L'opera è stata inizialmente serializzata sulla rivista bimestrale di manga Cheri+ a partire dal 2013 per poi essere successivamente racchiusa in diversi volumi a sé stanti. Given segue un gruppo di quattro ragazzi appartenenti a una rock band amatoriale con le rispettive relazioni romantiche che si formeranno tra loro: rispettivamente tra il cantante Mafuyu Satō e il chitarrista Ritsuka Uenoyama e tra il bassista Haruki Nakayama e il batterista Akihiko Kaji.
Il manga è stato adattato in un audio drama a partire dal 2016 e successivamente in una serie televisiva anime di 11 episodi trasmessa su NoitaminA. L'uscita di un film, sequel della serie animata, è avvenuta il 22 agosto 2020; in Italia, su Crunchyroll il 3 febbraio 2021.

## Trama
Given è approssimativamente diviso in due grandi archi narrativi. Il primo, che si concentra principalmente sul rapporto tra Mafuyu e Ritsuka, segue la formazione della band e l'inizio della loro prima esibizione dal vivo. Il secondo, che si concentra principalmente sul rapporto tra Akihiko e Haruki, segue la band mentre si prepara per il loro primo festival musicale.

### Mafuyu e Ritsuka

Immagine di Mafuyu e Ritsuka dall'episodio 9 della serie animata

Il liceale Ritsuka Uenoyama è il chitarrista di una rock band amatoriale composta da lui, il bassista Haruki Nakayama e il batterista Akihiko Kaji. Quasi per caso un giorno diventa, con molta riluttanza, l'insegnante di chitarra di Mafuyu Satō, un timido coetaneo, dopo avergli riparato le corde rotte della sua Gibson ES-330. In poco tempo Ritsuka si renderà conto che Mafuyu ha una voce incredibile e lo invita a unirsi alla band come cantante.
Ritsuka scopre che la chitarra di Mafuyu era precedentemente di proprietà di Yūki Yoshida, amico d'infanzia e successivamente fidanzato di Mafuyu, il quale si è suicidato non molto tempo prima degli eventi narrati. La band inizia a comporre una canzone prima della loro esibizione dal vivo ma Mafuyu non è in grado di scriverne i testi. Il giorno dello spettacolo Mafuyu rivive con forza il lutto di Yūki e mentre canta sul palco improvvisa spontaneamente un'incredibile canzone sui propri sentimenti. La canzone spinge Ritsuka a baciare, nel backstage, Mafuyu; la cosa porterà alla nascita della loro relazione. Quasi al termine di questo ciclo narrativo la band cambierà il proprio nome in "Given", in omaggio alla chitarra data a Mafuyu dalla madre di Yūki.

### Akihiko e Haruki
Dopo la pubblicazione di un video della loro esibizione online la band viene invitata a partecipare al provino per un grande festival di musica amatoriale. I loro sforzi per produrre nuovo materiale sono complicati dai sentimenti romantici segreti che Haruki prova per Akihiko e dal continuo coinvolgimento di Akihiko con il suo ex fidanzato, il violinista Ugetsu Murata. Le tensioni aumentano fino a quando Akihiko non viene cacciato dall'appartamento che condivide con Ugetsu.
Non avendo un posto dove vivere Akihiko si trasferisce da Haruki; con il tempo la loro convivenza diventerà piacevole e ricca di una tensione romantica. Il giorno del loro concerto di qualificazione Akihiko terminerà ufficialmente la sua relazione con Ugetsu. Mafuyu guida la band nell'esecuzione di una nuova canzone che ha scritto personalmente ma la band non viene selezionata per il festival. Il tempo passa e Akihiko va via dall'appartamento di Haruki impegnandosi seriamente nello studio musicale. Akihiko promette a Haruki di essere un uomo migliore portando i due a confessarsi reciprocamente i propri sentimenti; la cosa darà vita alla loro relazione.

## Personaggi
Ritsuka Uenoyama (上ノ山 立夏?, Uenoyama Ritsuka)
Makoto Furukawa (audio drama), Yuma Uchida (anime)
Studente delle superiori sedicenne che ricopre il ruolo di chitarrista principale nella sua band. Avendo suonato la chitarra fin da quando era bambino ha sviluppato una notevole abilità nel maneggiare lo strumento ma con il tempo ha perso l'entusiasmo nel suonare (anche se durante la serie la sua passione per la musica ritornerà man mano che si avvicina a Mafuyu). Ha una personalità gentile, sebbene sia abbastanza distaccato nei confronti dei più. Risulta estremamente inesperto sull'amore e sul romanticismo.
Mafuyu Satō (佐藤 真冬?, Satō Mafuyu)
Sōma Saitō (audio drama), Shōgo Yano (anime)
Studente delle superiori sedicenne che ricopre il ruolo di cantante e chitarrista della band. Sebbene non abbia alcuna esperienza o formazione musicale durante le prime prove dimostra un talento naturale. Sopprime le sue emozioni da quando era bambino mostrandosi timido e distaccato.
Haruki Nakayama (中山 春樹?, Nakayama Haruki)
Yasuaki Takumi (audio drama), Masatomo Nakazawa (anime)
Ventiduenne laureato, bassista e leader della band. Ha una personalità gioviale e, in quanto membro più anziano della band, spesso funge da mediatore del gruppo. Ha una cotta di vecchia data per Akihiko e si risente del suo rapporto con Ugetsu. Lavora in un bar.
Akihiko Kaji (梶 秋彦?, Kaji Akihiko)
Satoshi Hino (audio drama) Takuya Eguchi (anime)
Studente universitario ventenne è il batterista della band. Si sta specializzando al conservatorio in violino. Ha avuto rapporti amorosi sia con donne che uomini e ciò gli ha dato una notevole esperienza in materia di romanticismo che spesso condivide con gli altri membri del gruppo. Vive con il suo ex fidanzato Ugetsu, con il quale intrattiene una relazione strettamente fisica.

### Personaggi secondari
Yūki Yoshida (吉田 由紀?, Yoshida Yūki)
Yoshiki Nakajima (audio drama), Yuuki Shin (anime)
Amico d'infanzia e successivamente fidanzato di Mafuyu è morto suicida prima degli eventi della serie (appare solo attraverso dei flashback). Sebbene fosse dotato di una personalità estroversa e impulsiva in netto contrasto con la timidezza di Mafuyu i due legarono molto rapidamente fin da bambini. Una brutta litigata con Mafuyu lo ha portato a bere pesantemente e a impiccarsi. Prima della sua morte Yūki suonava la chitarra in una band con Hiiragi e Yagi (la stessa chitarra successivamente usata da Mafuyu).
Ugetsu Murata (村田 雨月?, Murata Ugetsu)
Atsushi Tamaru (audio drama), Shintarō Asanuma (anime)
Musicista di violino di grande talento e fama mondiale è il compagno di stanza nonché ex fidanzato di Akihiko.
Yayoi Uenoyama (上ノ山 弥生?, Uenoyama Yayoi)
Sayuri Yahagi (audio drama), Yū Shimamura (anime)
Sorella maggiore di Ritsuka. Ha una cotta non corrisposta per Akihiko (dal quale è già stata rifiutata), ma diventerà la fidanzata di Yatake.
Shōgo Itaya (板谷 翔吾?, Itaya Shōgo)
Junya Enoki (audio drama), Kengo Takanashi (anime)
Amico e compagno di classe di Ritsuka. Gioca a calcio come attaccante ed è considerato un atleta in ascesa della regione di Kanto. Ha eccellenti capacità motorie ed è esperto in molti altri sport, incluso il basket.
Ryū Ueki (植木 涼?, Ueki Ryū)
Taku Yashiro (audio drama), Hiroto Amano (anime)
Amico e compagno di classe di Ritsuka. Gioca a basket nella squadra della scuola.
Hiiragi Kashima (かしま ひいらぎ?, Kashima Hiiragi)
Toshiki Masuda (audio drama), Fumiyo Imai (anime)
Ex compagno di classe di Mafuyu e suo amico d'infanzia. Precedentemente suonava il basso nella band con Yuuki e Yagi, per il quale ha una cotta. Si preoccupa profondamente delle relazioni di Mafuyu essendo consapevole della sua precedente relazione con Yūki.
Yagi Shizusumi (八木 玄純?, Shizusumi Yagi)
Daiki Hamano (audio drama), Taito Ban (anime)
Ex compagno di classe di Mafuyu e suo amico d'infanzia. In precedenza suonava la batteria nella band con Yuuki e Hiiragi.
Kōji Yatake (矢岳 光司?, Yatake Kōji)
Daiki Hamano (audio drama), Ryota Takeuchi (anime)
Compagno di classe di Haruki, bassista e cantante lavora anche come editor video per la promozione di band musicali.
Tsubaki (つばき?)
Nakae Mitshiro (anime)
Un membro dello staff presso il locale a tema musicale dove lavora Mafuyu. Appare solo nell'adattamento anime.

## Media

### Manga

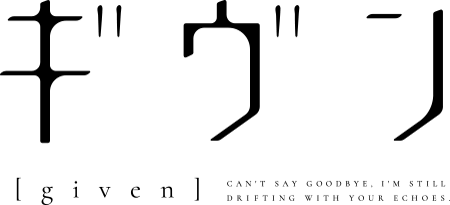
Logo della serie.

Il manga è stato inizialmente serializzato sulla rivista bimestrale Cheri+ da aprile 2013 per poi essere successivamente racchiuso in volumi rilegati dall'editore Shinshokan., la serie conclude la sua serializzazione il 30 marzo 2023 con un totale di 9 volumi. In Italia è edito dalla Flashbook a partire dal 2017.
| Nº | Data di prima pubblicazione | Data di prima pubblicazione | Data di prima pubblicazione | Data di prima pubblicazione |
| Nº | Giapponese                  | Giapponese                  | Italiano                    | Italiano                    |
| -- | --------------------------- | --------------------------- | --------------------------- | --------------------------- |
| 1  | 29 novembre 2014            | ISBN 978-4403664496         | 1 dicembre 2017             | ISBN 978-8861696204         |
| 2  | 30 gennaio 2016             | ISBN 978-4403665035         | 15 gennaio 2018             | ISBN 978-8861696228         |
| 3  | 1 marzo 2017                | ISBN 978-4403665615         | 16 marzo 2018               | ISBN 978-8861696235         |
| 4  | 29 dicembre 2017            | ISBN 978-4403666148         | 15 giugno 2018              | ISBN 978-8861696365         |
| 5  | 1 aprile 2019               | ISBN 978-4403666742         | 18 settembre 2019           | ISBN 978-8861696839         |
| 6  | 3 agosto 2020               | ISBN 978-4403667367         | 25 febbraio 2021            | ISBN 978-8861697416         |
| 7  | 1 dicembre 2021             | ISBN 978-4403667824         | 15 giugno 2022              | ISBN 978-8861697867         |
| 8  | 3 ottobre 2022              | ISBN 978-4403668340         | 2 maggio 2023               | ISBN 978-8861698116         |
| 9  | 1 settembre 2023            | ISBN 978-4403668807         | 29 febbraio 2024            | ISBN 978-8861698376         |

### Audio drama
Diversi adattamenti audio, in lingua giapponese, di ogni volume sono stati distribuiti nel corso della pubblicazione del manga.
| Titolo                   | Data di uscita                                         |
| ------------------------ | ------------------------------------------------------ |
| Given                    | 25 febbraio 2016 (originale) 17 maggio 2019 (ristampa) |
| Given 2 (+ Live Edition) | 25 gennaio 2017                                        |
| Given 3                  | 26 gennaio 2018                                        |
| Given 4                  | 22 novembre 2018                                       |
| Given 5 (+ Live Edition) | 25 febbraio 2020                                       |

### Anime
La serie animata è stata prodotta da Lerche e fu annunciata durante una conferenza stampa di Fuji TV il 14 marzo 2019. La serie è andata in onda per la prima volta dall'11 luglio al 19 settembre 2019 su NoitaminA (blocco di programmazione anime a tarda notte della rete) portandola a essere la prima serie shonen-ai andata in onda in quel blocco. Per la distribuzione internazionale se ne è occupato il sito di streaming Crunchyroll.
Le quattro canzoni originali della serie: il tema di apertura "Kizuato", il tema di chiusura "Marutsuke" e le canzoni originali "Session" e "Fuyunohanashi" sono state composte ed eseguite da Centimillimental.

#### Episodi
Tutti i titoli originali degli episodi di Given (tranne l'episodio 9) sono riferimenti a canzoni rock britanniche.
| Nº | Titolo italiano Titolo originale | In onda           | In onda |
| Nº | Titolo italiano Titolo originale | Giapponese        |         |
| 1  | I ragazzi della band 「Boys in the Band」 | 11 luglio 2019    |         |
| 1  | Ritsuka Uenoyama è uno studente delle superiori che suona come chitarrista in una rock band amatoriale. Un giorno come molti altri si trova a riparare le corde rotte di una chitarra appartenente a Mafuyu Satō, suo coetaneo. Vista la dimestichezza dimostrata nel campo musicale da Ritsuka a Mafuyu viene spontaneo chiedergli d'insegnargli a suonare lo strumento. Ritsuka inizialmente rifiuta ma promette a Mafuyu di poter partecipare come osservatore a una sessione di prova della sua band composta, oltre che da lui, anche dal bassista Haruki Nakayama e dal batterista Akihiko Kaji. |                   |         |
| 2  | Come un innamorato 「Like Someone in Love」 | 19 luglio 2019    |         |
| 2  | Ritsuka accetta d'insegnare a Mafuyu come suonare la chitarra e lo invita a continuare a osservare le sessioni di prova della sua band. Durante una delle loro lezioni Mafuyu canta un motivetto per Ritsuka. Conquistato dall'incredibile voce di Mafuyu Ritsuka lo invita a unirsi alla band come cantante. |                   |         |
| 3  | Qualcun altro 「Somebody Else」 | 25 luglio 2019    |         |
| 3  | Mafuyu rifiuta inizialmente l'invito di Ritsuka. Ritsuka e Mafuyu incontrano casualmente poco dopo tale Hiiragi Kashima, un amico di vecchia data di Mafuyu, il quale provoca involontarialmente una reazione angosciata da parte di Mafuyu. Dopo essersi calmato Mafuyu spiega a Ritsuka che ha rifiutato il suo invito perché non riesce a trasmettere ciò che vuole dire ma Ritsuka lo assicura che la sua voce lo ha scosso fino al midollo e per tale motivo Mafuyu si ricrede decide di unirsi alla band.                                                                                        |                   |         |
| 4  | Adolescente fluorescente 「Fluorescent Adolescent」 | 1 agosto 2019     |         |
| 4  | Mafuyu si unisce ufficialmente alla band e per tale motivo viaggia insieme a Ritsuka a Shibuya per acquistare un pedale per chitarra. A causa della ristrettezza economica nella quale vive Ritsuka propone a Mafuyu di trovarsi un lavoro part time guadagniare i soldi necessari per l'attrezzatura musicale. |                   |         |
| 5  | The Reason 「The Reason」 | 8 agosto 2019     |         |
| 5  | La band si prepara per un concerto amatoriale e Ritsuka inizia a scrivere la musica basandosi sul motivetto canticchiato da Mafuyu. In un flashback viene rivelato l'origine della band: Haruki reclutò Ritsuka dopo la dissoluzione delle loro rispettive band e reclutò Akihiko (per il quale nutriva da tempo un forte cotta romantica). Nel presente Ritsuka sente da una sua compagna di classe la diceria secondo cui Mafuyu, quando andava alle medie, si fidanzò con un ragazzo che in seguito si suicidò.                                                                                     |                   |         |
| 6  | Disgustoso 「Creep」 | 15 agosto 2019    |         |
| 6  | La band finisce di comporre la musica e Mafuyu viene incaricato di scriverne i testi. Mafuyu dice a Ritsuka che desidera scrivere la canzone su una persona che una volta amava causando, involontariamente, un sentimento di gelosia in lui. |                   |         |
| 7  | Dado che rotola 「Tumbling Dice」 | 22 agosto 2019    |         |
| 7  | Mafuyu fa fatica a scrivere i testi della canzone mentre Ritsuka si rende conto di provare sentimenti romantici per lui. Un flashback illustra in dettaglio la relazione tra Akihiko e Ugetsu, un prodigioso violinista che fu per un certo periodo il suo fidanzato. |                   |         |
| 8  | Il tempo sta scadendo 「Time Is Running Out」 | 29 agosto 2019    |         |
| 8  | In un flashback viene mostrata l'amicizia di Mafuyu con Hiiragi, Yagi Shizusumi e Yūki Yoshida, l'ultimo dei quali alla fine divenne il suo fidanzato. Viene anche rivelato che dopo uno brusco litigio tra Mafuyu e Yūki quest'ultimo si ubriacò pesantemente per poi suicidarsi. Nel presente il gruppo sta per esibirsi allo spettacolo dal vivo, ma Mafuyu non ha ancora scritto i testi della canzone. |                   |         |
| 9  | La storia di un inverno 「A Winter Story」 | 5 settembre 2019  |         |
| 9  | Dopo un forte conflitto emotivo Mafuyu improvvisa i testi della canzone sul palco portandolo a sviscerare i propri sentimenti per Yūki. Dopo l'esibizione, nel backstage, Ritsuka bacia Mafuyu rivelando i suoi sentimenti per lui. In una scena post-crediti viene mostrato un flashback relativo a un appuntamento tra Yūki e Mafuyu. |                   |         |
| 10 | Muro delle meraviglie 「Wonderwall」 | 12 settembre 2019 |         |
| 10 | I membri della band si riuniscono e decidono di cambiare il nome del gruppo in "Given", in omaggio alla chitarra data da Yūki a Mafuyu. Mafuyu dice a Ritsuka che lo ama. |                   |         |
| 11 | Canzone2 「Song2」 | 19 settembre 2019 |         |
| 11 | Nonostante le riserve dovute alla nascita di possibili conflitti interni al gruppo Ritsuka e Mafuyu dicono ad Haruki e Akihiko che stanno insieme. La band scatta le loro prime foto promozionali e celebra il compleanno di Haruki. Dopo l'evento quest'ultimo si rende conto che prova più di una semplice cotta per Akihiko. Mafuyu dice a Ritsuka che vuole scrivere una nuova canzone. |                   |         |

#### Home video
Aniplex ha pubblicato la serie in formato DVD e Blu-ray.
| Nº volume | Episodi | Data di uscita    |
| --------- | ------- | ----------------- |
| 1         | 1–2     | 25 settembre 2019 |
| 2         | 3-5     | 30 ottobre 2019   |
| 3         | 6-8     | 27 novembre 2019  |
| 4         | 9-11    | 25 dicembre 2019  |

#### Film
Il 19 settembre 2019 venne annunciato un film animato, diretto seguito della serie animata. Il suo debutto, in Giappone, era previsto per il 16 maggio 2020, ma viene rinviato al 22 agosto 2020 a causa delle problematiche legate all'emergenza Corona Virus, in Italia viene distribuito il 3 febbraio 2021 su Crunchyroll.

### Live action
Un adattamento live action dell'opera, tramite una miniserie composta da 6 episodi, fu annunciato a metà del 2021 per poi essere distribuita nello stesso anno (internazionalmente) sulla piattaforma Crunchyroll.

## Critica

### Manga
Il secondo volume di Given ha raggiunto la 39ª posizione su Oricon vendendo 17 484 copie nella sua seconda settimana per un totale di 30 308 copie a febbraio 2016. Il terzo volume ha raggiunto la 37ª posizione su Oricon vendendo 24 345 copie nella sua prima settimana. La serie si è classificata al 7º posto nella categoria shōnen'ai sul servizio di manga digitali BookLive! nella prima metà del 2019.

### Anime
L'adattamento anime di Given è stato accolto genericamente in modo positivo dalla critica. In una recensione dei primi due episodi per Anime News Network Steve Jones ha definito la serie: «una delle offerte più emozionanti della stagione» elogiandone la colonna sonora e la direzione di Yamaguchi. Sempre Jones ha definito la sceneggiatura dei primi episodi; «poco elaborata ma sufficiente» evidenziandone il miglioramento in quelli successivi.
In una recensione per Crunchyroll Adam Wescott ha definito Given: «il miglior show disponibile in quel periodo» elogiandone in modo specifico il sound e il design delle luci.